# 贡登布雷特
贡登布雷特是德国莱茵兰-普法尔茨州的一个市镇。总面积23.05平方公里，总人口440人，其中男性227人，女性213人（2011年12月31日），人口密度19人/平方公里。